# Fayadh Nema
Fayadh al-Nema (ou Fayyad Al-Nima) est, depuis juin 2016, le ministre irakien du Pétrole.

## Biographie
En juin 2009, Fayyad Al-Nima est nommé directeur de South Oil Company (SOC). directeur de l'entreprise Fayad al-Nema est démis de ses fonctions en juillet 2009 lors d'une restructuration du gouvernement. Mais selon l'Arabian Oil, il a été largement admis que Nema a été limogé parce qu'il est opposé aux enchères de contrats de services dans les domaines irakiens aux compagnies pétrolières internationales (IOCs),.
D'abord il sera vice-ministre du pétrole irakien et fort d'une expérience de 40 ans dans le secteur petrolier, Fayadh al-Nema est nommé, en juin 2016, ministre du Pétrole à la suite de la démission d'Abd al-Mahdi. Il intègre ainsi le gouvernement du Premier ministre Haider al-Abadi.